# Ellen McLain
Ellen McLain (Nashville, Tennessee, 1952. december 1. –) amerikai      operaénekes és szinkronszínész.
McLain több Valve játékbeli karakterhez adja a hangját a Portalban, és a Portal 2-ben (GLaDOS az őrült mesterséges intelligencia (amiért megkapta a AIAS Interactive Achievement díjat a kimagasló játékbeli teljesítményért); a Team Fortress 2-ben a bemondó hangja, és a Combine Overwatch a Half-Life 2 szériában. Ő az egyetlen ember, akinek a hangja meghallható az összes The Orange Box játékban.
Feleségül ment John Patrick Lowrie-hez, aki szintén egy szinkronszínész, és ugyanúgy közreműködött a Half-Life 2-ben. Ellen adta a hangját az Overwatch-hoz, míg a férje a Citizenekhez, és a Team Fortress 2-ben a Sniper hangja.

## Munkássága
| Év   | Játék/Film                  | Szerep                                                           | Megjegyzés                                                                                        |
| ---- | --------------------------- | ---------------------------------------------------------------- | ------------------------------------------------------------------------------------------------- |
| 2004 | Half-Life 2                 | Combine Overwatch                                                |                                                                                                   |
| 2006 | Half-Life 2: Episode One    | Combine Overwatch                                                |                                                                                                   |
| 2007 | Half-Life 2: Episode Two    | Combine Overwatch                                                |                                                                                                   |
| 2007 | Portal                      | GLaDOS / Turrets                                                 | AIAS Interaktív teljesítménydíj a kiemelkedő karakteralakításért Énekli a "Still Alive" c. számot |
| 2007 | Team Fortress 2             | Adminisztrátor(sokszor emlegetve "Bejelentő" vagy "Helen" néven) |                                                                                                   |
| 2007 | Godzilla: Unleashed         | Vorticia                                                         |                                                                                                   |
| 2011 | Portal 2                    | GLaDOS / Turrets / Caroline                                      | Énekli a "Want You Gone" c. zeneszámot (Caroline szerepe nincs megemlítve a stáblistában.)        |
| 2011 | Defense Grid: The Awakening | GLaDOS                                                           | A "You Monster" letölthető tartalomban (DLC).                                                     |
| 2012 | Dota 2                      | Broodmother, Death Prophet, GLaDOS Announcer Pack                |                                                                                                   |
| 2013 | Tűzgyűrű                    | Gipsy Danger AI                                                  |                                                                                                   |
| 2013 | Poker Night 2               | GLaDOS (osztóként)                                               |                                                                                                   |
| 2015 | Lego Dimensions             | GLaDOS / Turrets                                                 |                                                                                                   |
| 2016 | The Lab                     | GLaDOS                                                           |                                                                                                   |
| 2017 | Bridge Consructor Portal    | GLaDOS                                                           |                                                                                                   |
| 2018 | Pacific Rim: Uprising       | Gipsy Avenger AI                                                 |                                                                                                   |
| 2020 | Half-Life: Alyx             | Combine Overwatch                                                |                                                                                                   |
| 2020 | Cyberpunk 2077              | Rogue Delemain (Epistrophy: Coastview)                           | GLaDOS-hoz hasonló figura, easter egg                                                             |

## Fordítás
- Ez a szócikk részben vagy egészben  az   Ellen McLain című angol Wikipédia-szócikk fordításán alapul.  Az eredeti cikk szerkesztőit annak laptörténete sorolja fel. Ez a jelzés csupán a megfogalmazás eredetét és a szerzői jogokat jelzi, nem szolgál a cikkben szereplő információk forrásmegjelöléseként.